# Jaluit
Jaluit nebo Jālwōj je atol v Tichém oceánu, který patří republice Marshallovy ostrovy. Nachází se v jižní části ostrovního řetězce Ralik 220 km jihozápadně od hlavního města Majuro. Atol je tvořen 91 ostrovy a má rozlohu 690 km² včetně laguny, z toho 11,34 km² připadá na pevnou zem. Jaluit má 1788 obyvatel, většina z nich žije v osadě Jabor na stejnojmenném ostrůvku. Ostrovy jsou ploché, s maximální nadmořskou výškou tři metry, podnebí je tropické. Jaluit je zapsán na seznamu lokalit chráněných Ramsarskou úmluvou.

## Historie
Atol objevila roku 1803 britská loď Rolla, Britové mu říkali Bonham Island. Roku 1874 prohlásilo Španělsko ostrov nazvaný Isla de Jesús za svoje území, nikdy však nad ním neuplatňovalo kontrolu. V roce 1878 se zde vylodil německý kapitán Bartholomäus von Werner a v roce 1886 zde Němci vyhlásili protektorát, který byl roku 1899 připojen k Německé Nové Guineji. Na Jaluitu sídlil německý komisař až do roku 1914, kdy bylo správní centrum Marshallových ostrovů přesunuto na Majuro.
Od roku 1919 patřil Jaluit Japoncům jako součást Mandátního území Tichomořské ostrovy. Na ostrově Imiej byla vybudována japonská vojenská základna. Za druhé světové války byl atol opakovaně bombardován, po válce připadl Američanům jako poručenské území OSN a v roce 1986 byla vyhlášena nezávislost Marshallových ostrovů.
Obyvatelé Jaluitu žijí převážně z rybolovu, pěstování kokosové plamy a turistiky. Nachází se zde střední škola, navštěvovaná studenty z okolních ostrovů.
Na Jaluitu se narodili prezidenti Marshallových ostrovů Amata Kabua a Hilda Heine.